# Proasellus cavaticus
Aselle cavatique, Aselle anophthalme
Espèce
Proasellus cavaticus, l’Aselle cavatique ou l’Aselle anophthalme, est une espèce d'isopodes de la famille des Asellidae.

## Répartition
Proasellus cavaticus est visible dans une grande partie de l'Europe moyenne et occidentale (Allemagne, Autriche, Belgique, France, Pays-Bas, Suisse) ainsi que dans le Sud de la Grande-Bretagne, essentiellement dans des zones calcaires mais se rencontre épisodiquement dans des schistes du dévonien ou dans des grès du trias inférieur.

## Description
L'adulte mesure de 3,5 à 8,5 mm,.

## Classification
Le nom valide complet (avec auteur) de ce taxon est Proasellus cavaticus (Leydig, 1871).
L'espèce a été initialement classée dans le genre Asellus sous le protonyme Asellus cavaticus Leydig, 1871,.
Ce taxon porte en français les noms vernaculaires ou normalisés suivants : Aselle cavatique, Aselle anophthalme.
Proasellus cavaticus a pour synonymes :
- Asellus (Proasellus) cavaticus leruthi Arcangeli, 1935
- Asellus cavaticus foreli Chappuis, 1948
- Asellus cavaticus leruthi Arcangeli, 1935
- Asellus (Proasellus) cavaticus Leydig, 1871
- Asellus (Proasellus) collingei Birstein, 1951
- Asellus cavaticus Leydig, 1871
- Asellus foreli Blanc, 1879
- Asellus hazeltoni Collinge, 1947
- Asellus sieboldii de Rougemont, 1876

### Publication originale
- (de) F. Leydig, « Beiträge und Bemerkungen zur würtembergischen Fauna mit theilweisem Hinblick auf andere deutsche Gegenden », Jahreshefte des Vereins für vaterländische Naturkunde in Württemberg, Stuttgart, vol. 27,‎ 1871, p. 199-270 (ISSN 0368-4717, lire en ligne, consulté le 11 août 2024)

### Vidéographie
- Vie souterraine dans le karst[7], film documentaire de 31 min réalisé par Jean Glenat en 1972, sous la direction scientifique de C. Delamarre-Boutteville et C. Juberthie. 1er prix au Festival international de films spéléologiques d'Olomone en 1973, prix à la VIIIe Semaine internationale de cinéma scientifique et technique de Barcelone en 1975